# Endyt

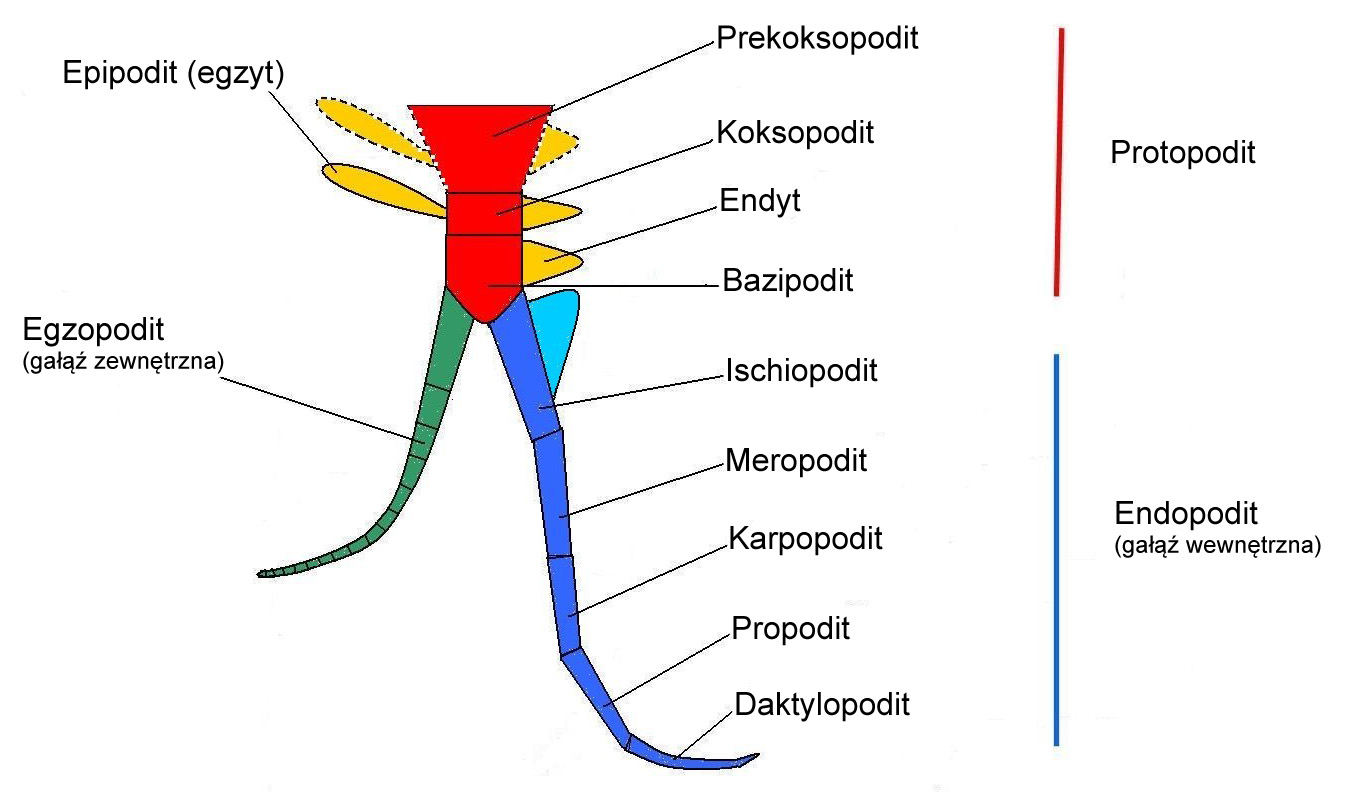
Odnóże dwugałęziste skorupiaka

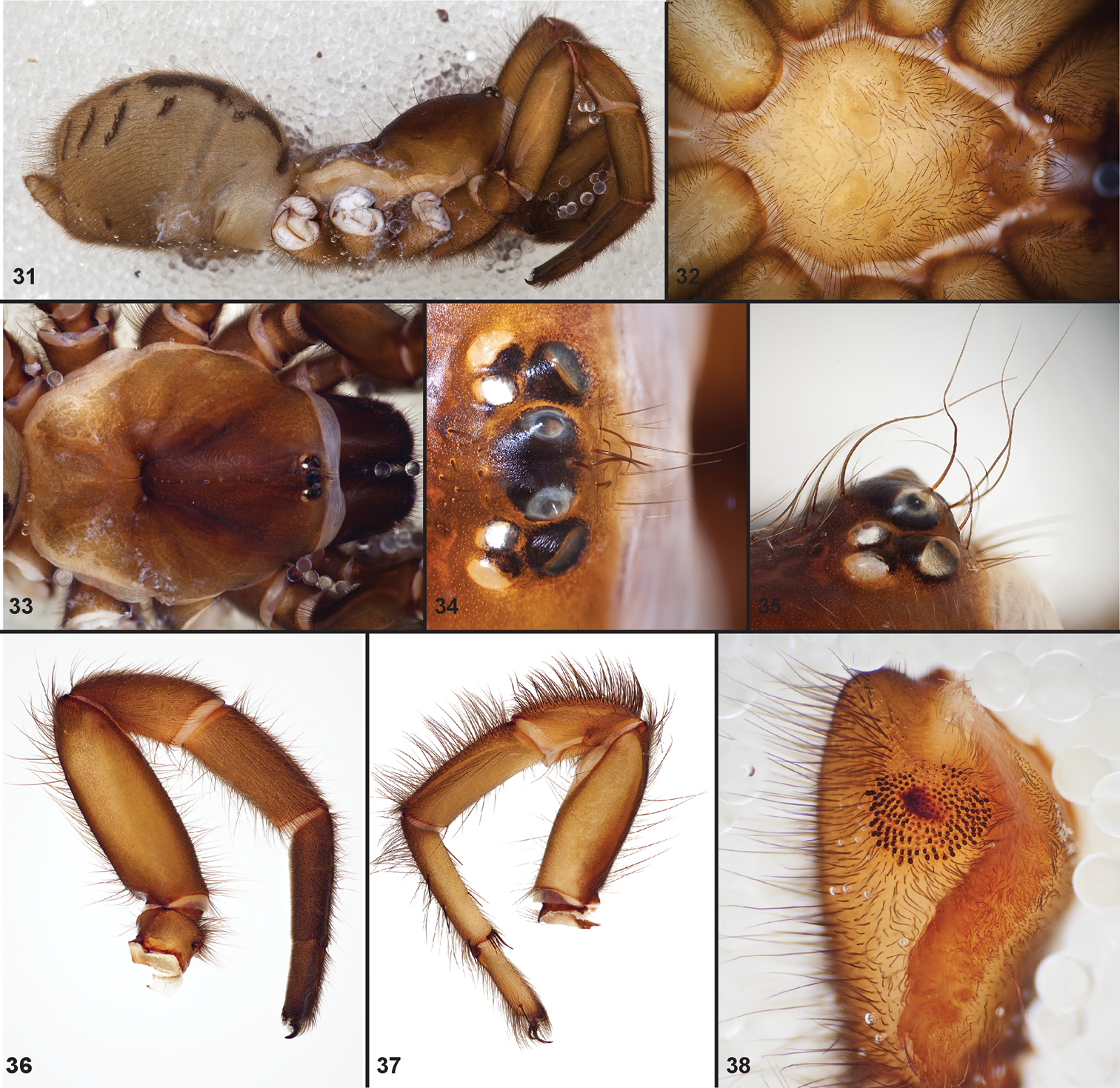
Samica pająka Aptostichus simus. Endyt na zdjęciu 38 (prawy dolny róg)

Endyt, endit – płat po wewnętrznej stronie odnóża stawonogów.
U trylobitów endyty występują na prawie wszystkich przydatkach, a te z tego samego protopoditu zlewają się tworząc jedną krawędź zwaną gnatobazą. U skorupiaków endyty mogą znajdować się na prekoksopodicie, koksopodicie, bazipodicie i/lub ischiopodicie danego odnóża. Zmodyfikowanymi endytami koksopoditów szczęk pierwszej pary są występujące u sześcionogów i skorupiaków żuwka wewnętrzna i żuwka zewnętrzna. Endyty często zachowują się też na żuwaczkach sześcionogów i skorupiaków, ale w formie zlanej z pozostałą ich częścią. U torboraków endyty w formie oostegitów budują torbę lęgową.
Wśród wijów endyty są obecne na szczękach II pary pareczników i drobnonogów, na biodrach odnóży krocznych drobnonogów (w formie styli), czy na żuwaczkach pareczników i dwuparców – u tych ostatnich w formie ruchomego płata.
U szczękoczułkowców endyty występują głównie na odnóżach związanych z pobieraniem pokarmu i służą jego rozdrabnianiu. Wśród form współczesnych obecne są na biodrach nogogłaszczków i odnóży krocznych skrzypłoczy, nogogłaszczków pająków oraz drugiej pary odnóży krocznych skorpionów i niektórych kosarzy.